# Venus-Klasse
Die Venus-Klasse war eine Klasse von drei 36-Kanonen-Fregatten 5. Ranges der britischen Marine, die von 1757 bis 1809 in Dienst stand.

## Entwicklungsgeschichte und Bau
Im Jahr 1747 wurden durch die britische Marine mit den beiden Schiffen der Lyme-Klasse erstmals zwei Schiffe bestellt, welche nach heutigem Verständnis als klassische Segelfregatten anzusehen sind. Sie entsprachen damit dem in der französischen Marine eingeführten Typ der Frégate de 8 und bilden den Urtyp der mit 28 Kanonen bewaffneten britischen 9-Pounder-Frigate. Nach der Sammlung von Erfahrungen mit diesen beiden Schiffen und entsprechenden erbeuteten französischen Schiffen wurden von dieser Konfiguration 57 Einheiten zwischen 1755 und 1791 gebaut.
Die nächstgrößere Variante waren die mit 32 Kanonen bewaffneten 12-Pounder-Frigate. Von diesen waren erstmals 1756 bzw. 1757 vier Schiffe der Southampton und drei der Richmond-Klasse bestellt worden, welche jeweils durch die Surveyor of the Navy Thomas Slade und William Bately entworfen wurden.
Als Experiment, wurde durch Sir Thomas Slade, 1756 noch ein Entwurf mit 36 Kanonen erarbeitet, bei welchem es sich um eine verlängerte Version der Southampton-Klasse mit vier zusätzlichen 6-Pfünder-Kanonen auf dem Achterdeck handelte. Von diesem Entwurf wurde am 13. Juli 1756 zwei Einheiten bei privaten Werften und ein drittes Schiff am 29. Juli bei einer Marinewerft bestellt. Der Bau dieser Fregatten erfolgte zwischen Juli 1756 und März 1758.

## Einheiten
| Name      | Bauwerft                               | Bestellung    | Kiellegung      | Stapellauf       | Indienststellung | Verbleib |
| --------- | -------------------------------------- | ------------- | --------------- | ---------------- | ---------------- | --- |
| Pallas    | William Wells & Co., Deptford (London) | 13. Juli 1756 | Juli 1756       | 30. August 1757  | August 1757      | Am 12. Februar 1783 bei der Insel São Jorge (Azoren) auf Grund gelaufen und verloren gegangen                                     |
| Venus     | John Okill, Liverpool                  | 13. Juli 1756 | 16. August 1756 | 11. März 1758    | März 1758        | 1792 Reduzierung auf 32 Kanonen; 1807 umbenannt in Heroine, 1809 aufgelegt und im September 1828 in Deptford zum Abbruch verkauft |
| Brilliant | Plymouth Dockyard, Plymouth            | 29. Juli 1756 | 28. August 1756 | 27. Oktober 1757 | Oktober 1757     | Am 1. November 1776 in Deptford verkauft                                                                                          |

## Technische Beschreibung
Die Klasse war als Batterieschiff mit einem durchgehenden Geschützdeck konzipiert und hatte eine Länge von 39,14 Metern (Geschützdeck) bzw. 32,37 Metern (Kiel), eine Breite von 10,91 Metern und einen Tiefgang von 3,78 Metern, bei einer Vermessung von 718 18⁄94 tons (bm). Die Schiffe waren Rahsegler mit drei Masten (Fockmast, Großmast und Kreuzmast). Der Rumpf schloss im Heckbereich mit einem Heckspiegel, in den eine Galerie integriert war, die in die seitlich angebrachte Seitengalerie mündete. Diese waren aus Repräsentationsgründen durch zeitspeziefische Schnitzereien und Bildhauerarbeiten geschmückt. Die Beplankung war kraweel ausgeführt, das heißt, die Enden der Planken stießen stumpf aufeinander, so dass eine glatte Außenfläche entstand.
Die Bewaffnung bestand aus 36 Kanonen und zusätzlich zwölf ½-Pfünder-Drehbassen, diese wurden aber nicht bei der Geschützzählung miteinbezogen.
|              | Batteriedeck            | Backdeck                                        | Achterdeck                                      | Kanonen (Geschossgewicht) |
| ------------ | ----------------------- | ----------------------------------------------- | ----------------------------------------------- | ------------------------- |
| Design       | 26 × 12-Pfünder         | 2 × 6-Pfünder                                   | 8 × 6-Pfünder                                   | 36 Kanonen (84,368 kg)    |
| 1793 (Venus) | 24 × 12-Pfünder-Kanonen | 2 × 6-Pfünder-Kanonen 2 × 18-Pfünder-Karronaden | 6 × 6-Pfünder-Kanonen 4 × 18-Pfünder-Karronaden | 38 Geschütze (100,677 kg) |
| 1809 (Venus) | 22 × 12-Pfünder-Kanonen | 2 × 6-Pfünder-Kanonen 2 × 24-Pfünder-Karronaden | 10 × 24-Pfünder-Karronaden                      | 36 Geschütze (127,887 kg) |

## Besatzung
Die Besatzung hatte bei Indienststellung eine Stärke von 240 Mann (Offiziere und Unteroffiziere bzw. Mannschaften).

## Bemerkungen
1. ↑  Bei der Berechnung des Gewichtes einer Breitseite kann es zu Unterschieden kommen, da in der damaligen Zeit ein Pfund, je nach Land, unterschiedliche Gewichtswerte hatte. Das französische Livre hatte z. B. ein Gewicht von 489,506 Gramm während das englische Pound ein Gewicht von 453,592 Gramm hatte.

## Ähnliche Schiffe
- Randolph-Klasse – Klasse von zwei 36-Kanonen-Fregatten der Kontinentalmarine